# Louis Jobard
Pour les personnes ayant le même patronyme, voir Jobard.
Louis Jobard, né le 11 décembre 1821 à Gray (Haute-Saône) et mort le 11 juin 1907 dans la même ville, est un homme politique français. Il est notamment maire de Gray, conseiller général et sénateur de la Haute-Saône.

## Biographie
Louis-Charles Jobard, docteur en droit à la faculté de Dijon, revient dans sa ville natale de Gray pour seconder son père, J.-B. Jobard, dans la direction des usines métallurgiques. Quelque temps après, il est placé à la tête de ces usines avec son frère.
Conseiller d’arrondissement, conseiller général, conseiller municipal, il devint maire de Gray en 1869. Durant l'invasion allemande, il fit preuve de courage et pris des risques personnels en défendant ses concitoyens contre les exigences de l'ennemi. C'est par reconnaissance qu'il est élu sénateur de la Haute-Saône le 30 janvier 1876. Lors du renouvellement de janvier 1882, il fut réélu sénateur par 480 voix sur 640 votants.
Il pencha du côté des Républicains, notamment par le vote de la révision constitutionnelle du 14 août 1875 interdisant aux membres de familles ayant régné sur la France de briguer le mandat de Président de la République.
En plus de ses activités politiques et industrielles, Louis Jobard s'est soucié des questions agricoles, en permettant l'introduction en Haute Saône de nouveaux moyens de culture et d'élevage. Il fut également le président du comice agricole de Gray.

## Sources
- « Louis Jobard », dans Adolphe Robert et Gaston Cougny, Dictionnaire des parlementaires français, Edgar Bourloton, 1889-1891 [détail de l’édition]
- La fiche de Louis Jobard sur le site internet du Sénat